# Parallelltrapets

Ett parallelltrapets.

Ett parallelltrapets är en fyrhörning där minst två sidor är parallella.
Höjden i ett parallelltrapets är (det vinkelräta) avståndet mellan de parallella sidorna.
Arean hos ett parallelltrapets beräknas som produkten av höjden och medelvärdet av de parallella sidorna:
{\displaystyle A={\frac {a+b}{2}}\cdot h.}
Arean kan också uttryckas i parallelltrapetsets fyra sidor som
{\displaystyle A={\frac {a+b}{4|b-a|}}{\sqrt {(-a+b+c+d)(a-b+c+d)(a-b+c-d)(a-b-c+d)}}}
där a och b är längderna av de parallella sidorna samt c och d är längderna av de övriga sidorna.
I ett likbent parallelltrapets är basvinklarna parvis lika stora och de icke-parallella sidorna lika långa.
Specialfall av parallelltrapetser är parallellogram, bland vilka i sin tur återfinnes specialfallen romb, rektangel och kvadrat.